# Paul Guimard
Paul Guimard (Saint-Mars-la-Jaille, 3 de março de 1921 – Hyères, 2 de maio de 2004) foi um escritor francês conhecido por combinar sua paixão de escrever e sua paixão pelo mar. Sua obra mais famosa foi Les Choses de la Vie, que foi adaptado para o cinema, com uma mudança completa de seu término, por Claude Sautet, com Romy Schneider e Michel Piccoli.

## Obras
- 1955 : Les Faux-frères, éditions Denoël; reedição 1976.
- 1957 : Rue du Havre, éditions Denoël (romance adaptado para o cinema por Jean-Jacques Vierne)
- 1961 : L'Ironie du Sort, éditions Denoël.
- 1967 : Les Choses de la vie, éditions Denoël ; reedição. Le Rocher, 1994 ; Denoël, 1994.
- 1970 : Les Cousins de « La Constance », éditions Denoël.
- 1976 : Le Mauvais Temps, éditions Denoël.
- 1978 : L'Empire des mers, éditions Hachette-Littérature e Édition no 1.
- 1988 : Giraudoux ? Tiens !…, éditions Grasset.
- 1990 : Un concours de circonstances, éditions Grasset.
- 1992 : L'Âge de Pierre, éditions Grasset.
- 1992 : Romans, un volume comprenant Les Faux-frères, Rue du Havre, L'Ironie du Sort, Les Choses de la vie, Le Mauvais Temps, com um prefácio de Jean-Didier Wolfromm, éditions Denoël.
- 1997 : Les Premiers venus, éditions Grasset.

## Trabalhos colaborativos
- 1958 : De Koenigsmark à Montsalvat, 40 années, 40 romans, éditions Albin Michel (entrevistas com Pierre Benoit).
- 1960 : Un garçon d'honneur, La Table Ronde (com Antoine Blondin).
- 1976 : Détrompez-vous, éditions Denoël (com Antoine Blondin).
- 1980 : Des nouvelles de la famille, éditions Mazarine (com Benoîte Groult, Blandine de Caunes, Lison de Caunes, Bernard Ledwige). Comprend trois nouvelles de Guimard : Un parfum de bonheur, Une sacrée bonne journée, Les Jeunes veuves.
- 1981 : Violette et son génie, G. P. Rouge et Or (imagens de Anne Hofer).
- 1998 : Vue sur mer, éditions Joca Seria, 1998 (com Benoîte Groult, Michel Ragon e outros). Inclui um conto de Guimard, Kenavo.

## Prefácios
- Programme du récital de Léo Ferré à l'Alhambra, nov. 1961.
- Yann Brekilien, La Vie quotidienne des paysans bretons au xixe siècle, Hachette, 1972.
- David Mc Taggart, La Croisière nucléaire, éditions Hallier, 1975.
- Hervé Gloux, Les Bateaux de pêche de Bretagne, histoire et technique, Fayard, 1976.
- Erwan Quemere e Jean-Michel Barrault, Passion de la voile et du large, Arthaud, 1976.
- Maurice Genevoix, Œuvres, Livre club Diderot, 1976.
- Léo Ferré e Patrick Ullmann, La Mémoire et la mer, Henri Berger, 1977.
- Jean-Pierre Berthomé, Jacques Demy et les racines du rêve, L'Atalante, 1982 ; reedição. ampliado, 1996.
- Catherine Enjolet, Rousse comme personne, Stock, 1990.
- Betty Duhamel, Les Jolis Mois de May, De Fallois, 1994.
- Jean Randier, Hommes et navires du Cap Horn, éditions MDV, 2000.